# Zachary Taylor House

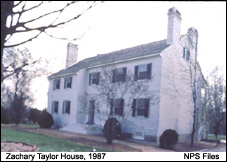
Maison d'enfance du president Zachary Taylor

La Zachary Taylor House est la maison d'enfance du douzième président des États-Unis Zachary Taylor. Localisée à Louisville et construite en 1790, Taylor y réside de 1790 à 1808. Il s'y marie en 1810 et y retourne par moments le reste de sa vie. Le bâtiment est classé comme National Historic Landmark depuis 1966.

## Histoire
Le père de Zachary Taylor, le colonel Richard Taylor, achète une ferme de 400 acres composée d'un terrain humide le long du ruisseau Beargrass Creek en 1785. Zachary n'était alors âgé que de huit mois. Ils vivent au début dans une cabane sur la propriété. Durant cinq ans, Richard Taylor construit une maison au plus haut point de sa propriété, en la nommant Springfield. En 1800, Richard Taylor achète trois cents acres supplémentaires. Zachary Taylor quitte la maison en 1808 pour commencer sa carrière militaire. Il y revient toutefois pour se marier le 18 juin 1810 et cinq de ses six enfants naissent dans la maison. En 1829, la maison est vendue à la mort de Richard Taylor en raison des dettes qu'il a acquises. Zachary Taylor est enterré dans le cimetière de famille présent sur la propriété ; ce cimetière deviendra plus tard le Zachary Taylor National Cemetery. 
Une grande partie de la propriété de Taylor est divisée dans les années 1950. La propriété actuelle a une surface de seulement 3/4 d'acre. 
Les 3-4 avril 1974, durant une période avec de nombreuses tornades, l'habitation Springfield subit de nombreux dégâts des eaux, le toit et la véranda sont emportés.
On essaya de classer la maison en tant que site historique national (« National historic site »), mais cela ne se concrétisa pas car cela impliquait la démolition de certaines parties du bâtiment.

## Construction

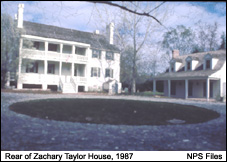
Maison d'enfance de Zachary Taylor (de l'arrière) à Louisville, Kentucky.

Springfield est une maison coloniale en forme de « L » de style géorgien à deux étages et demi en briques rouges. La section occidentale de la maison, construite en 1790, est la plus ancienne. La section orientale fut construite entre 1810 et 1830. Elle présente un toit avec pignon, un salon double et une cheminée dans chaque pièce. Elle fut construite par Richard Taylor et ses esclaves.
Après le départ des Taylor, des ajouts importants furent apportés comme deux porches de style victorien et un changement dans l'orientation d'un escalier. Deux salles de bains furent ajoutées au rez-de-chaussée durant les années 1930.